# Пиацоло
Пиацо̀ло (на италиански: Piazzolo; на ломбардски: Piassöl, Пиасьол) е село и община в Северна Италия, провинция Бергамо, регион Ломбардия. Разположено е на 702 m надморска височина. Населението на общината е 91 души (към 2018 г.).